# 李岩益
李岩益（1967年2月—），男，汉族，浙江瑞安人，中华人民共和国政治人物。现任浙江省人民政府副省长、副秘书长、办公厅党组成员。